# Jean-Pierre Weber
Jean-Pierre Weber (Esch-sur-Alzette, 31 dicembre 1899 – Esch-sur-Alzette, 15 marzo 1967) è stato un calciatore lussemburghese, di ruolo attaccante.

## Carriera

### Club
Ha sempre giocato nel campionato lussemburghese.

### Nazionale
Ha rappresentato la Nazionale del suo paese alle Olimpiadi del 1924.